# Step on It!
Step on It! è un film muto del 1922 diretto da Jack Conway. La sceneggiatura di Arthur F. Statter si basa su Land of the Lost, storia di Courtney Ryley Cooper.

## Produzione
Il film fu prodotto dalla Universal Film Manufacturing Company.

## Distribuzione
Il copyright del film, richiesto dalla Universal Film Manufacturing Co., fu registrato il 19 maggio 1922 con il numero LP17906. 
Distribuito dalla Universal Film Manufacturing Company e presentato da Carl Laemmle, il film uscì nelle sale degli Stati Uniti il 29 maggio 1922.